# Iglesia de madera de Fortun

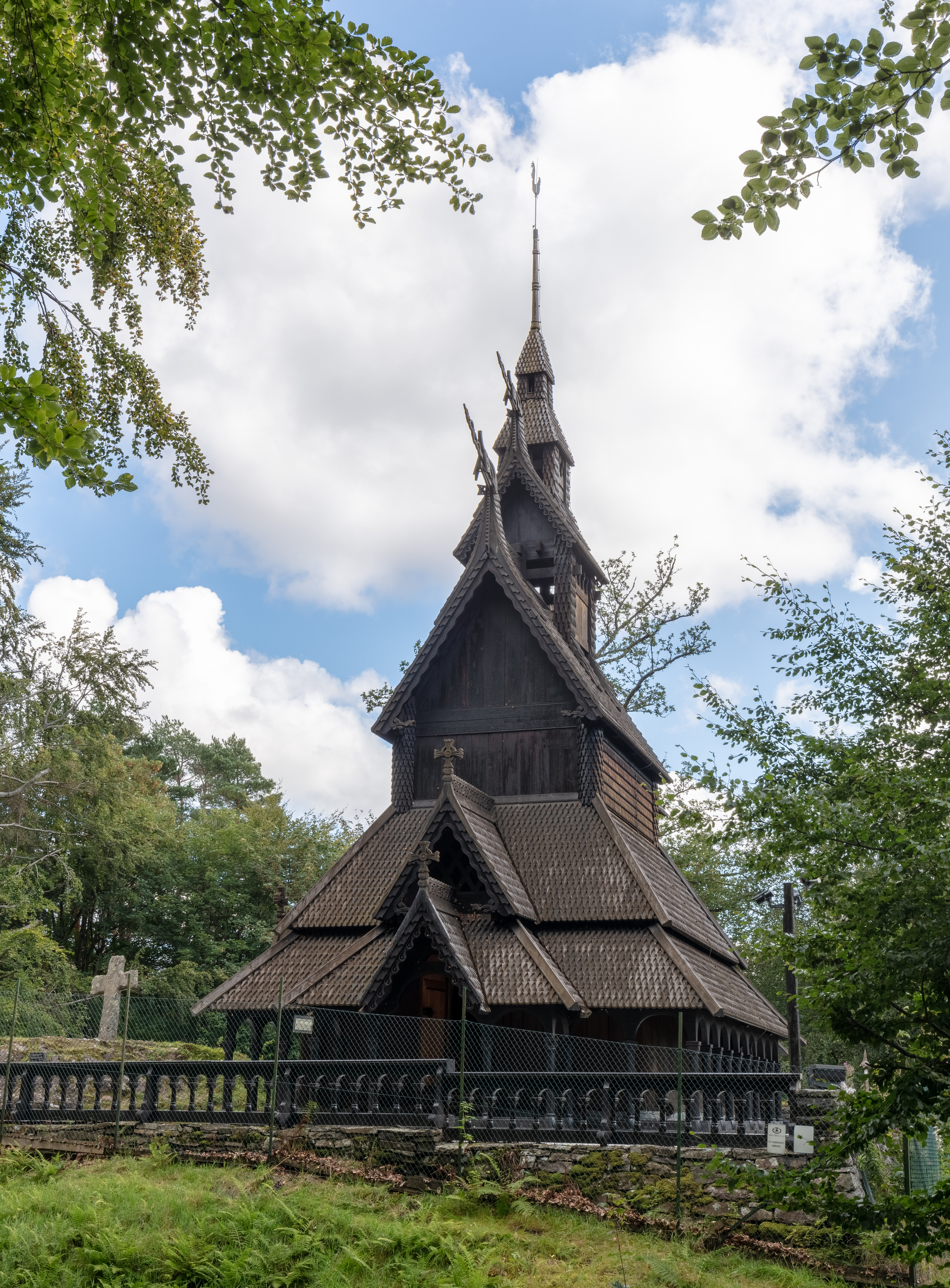
La nueva iglesia de madera de Fantoft, en Bergen (Noruega). Vista frontal.

La iglesia de madera de Fortun o de Fantoft es una stavkirke de la ciudad de Bergen, Noruega. Es una reconstrucción de la original (destruida en 1992), que databa del siglo XII y se localizaba en Fortun, municipio de Luster.

## Historia
La iglesia, construida alrededor de  1150, fue remodelada después de la reforma protestante. En esa remodelación se cambió su aspecto primitivo con la construcción de un nuevo coro en técnica lafteverk, una torre occidental de la década de 1660, y ventanas.
En 1883, por motivos de conservación, se decidió trasladarla por barco hasta Bergen, donde sería reconstruida con su madera original en el barrio de Fantoft. El arquitecto encargado de la reconstrucción fue Joakim Mathiesen, quien optó por recuperar el aspecto medieval de la original. Algunas partes fueron reconstruidas de acuerdo a la arquitectura de la stavkirke de Borgund. Así, la iglesia se inscribió dentro de las stavkirke tipo A, con su techo escalonado y tirantes en forma de cruces de San Andrés en el interior.
El 6 de junio de 1992 la iglesia fue incendiada intencionalmente por estar construida sobre monumentos paganos y fue destruida casi por completo, conservándose sólo algunas partes de su armazón de postes y vigas. El sospechoso fue un hombre llamado Varg Vikernes, joven músico de Black Metal, integrante de la banda Burzum. Posteriormente se incendió un garaje donde se conservaban algunas piezas que se habían podido rescatar del incendio de la iglesia.
La reconstrucción comenzó poco tiempo después, lo que fue un reto debido a que hacía siglos que no se construían stavkirke en Noruega. Se utilizó madera procedente de la localidad de Kaupanger.
La nueva iglesia, una copia idéntica de la anterior, fue consagrada en 1997. Poco quedó del inventario del templo original, salvo una piedra tallada (quizás una antigua reliquia) que se conserva en uno de los muros, y la cruz del altar. No fue posible reconstruir las pinturas murales que existían antes del incendio. El crucifijo del coro es un diseño de Sven Valevatn de la década de 1990, aunque inspirado en el arte medieval.
Afuera se conserva una cruz medieval de piedra, original de un antiguo templo de Tjora, municipio de Sola.
La banda de Black metal, Burzum uso una foto de la iglesia de Fantoft quemada para su EP Aske, lanzado en 1993.

## Galería de imágenes

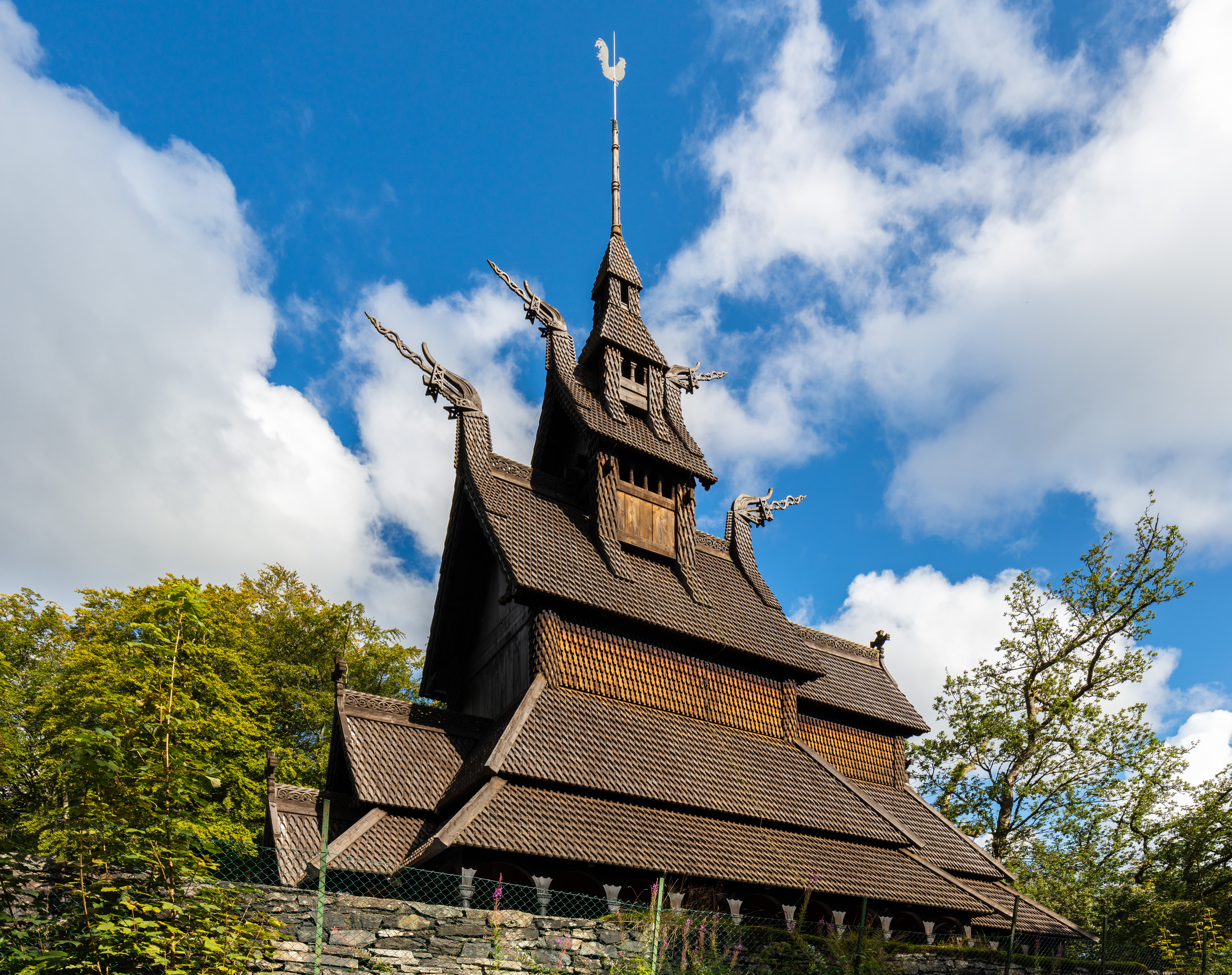
Vista oblicua.
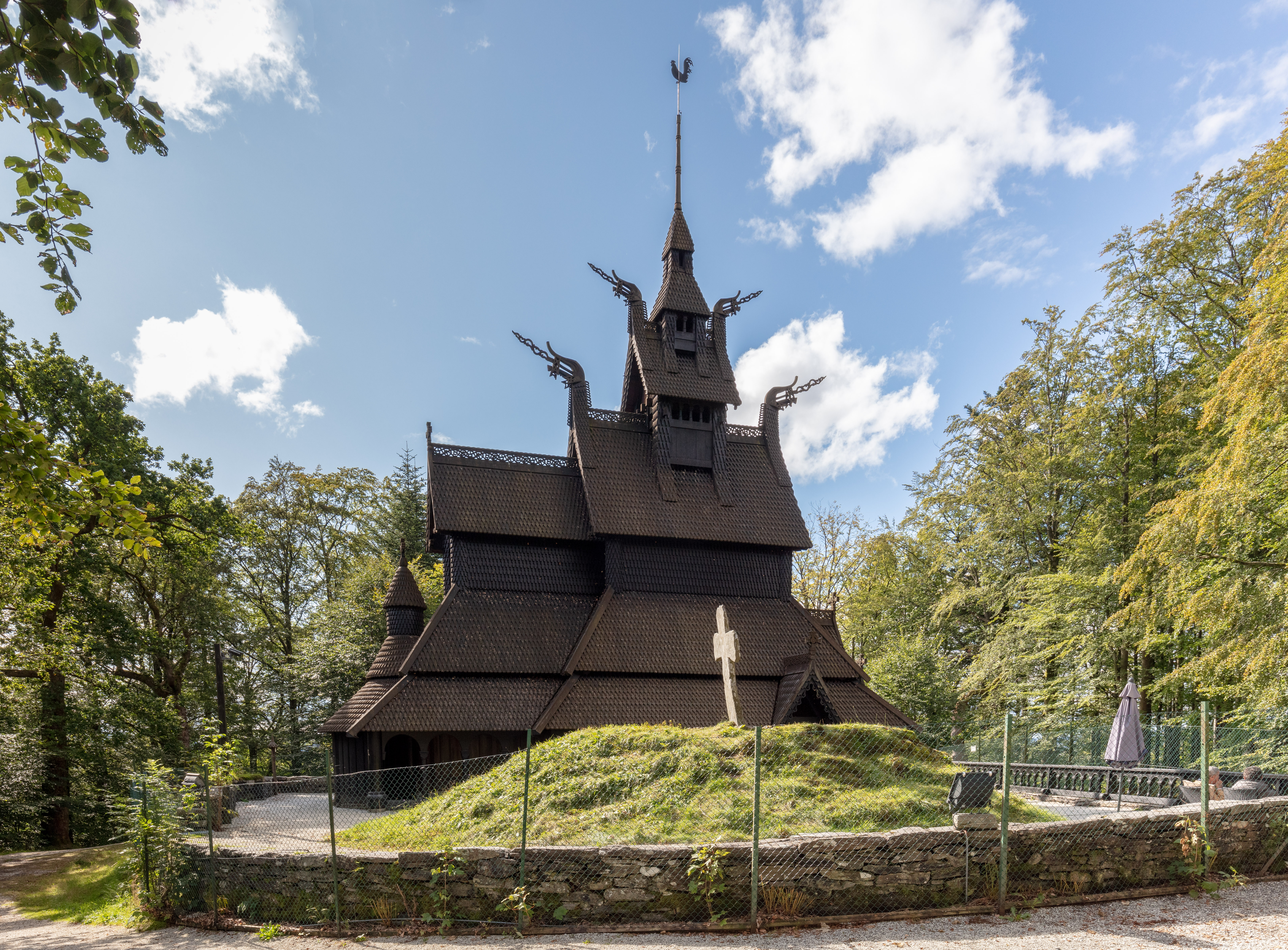
Vista lateral.
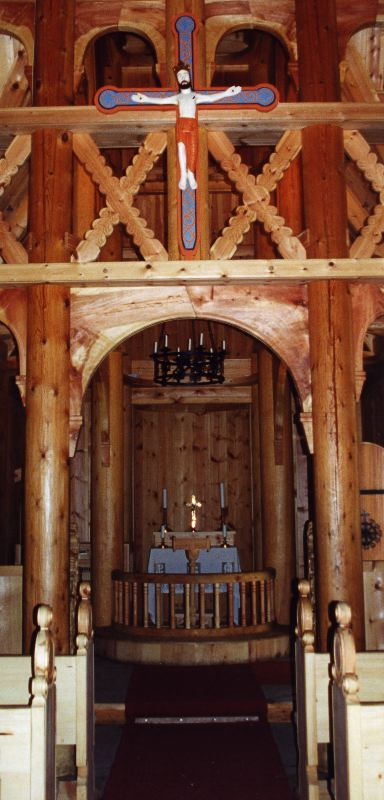
Interior de la iglesia. Al fondo el presbiterio en el ábside.
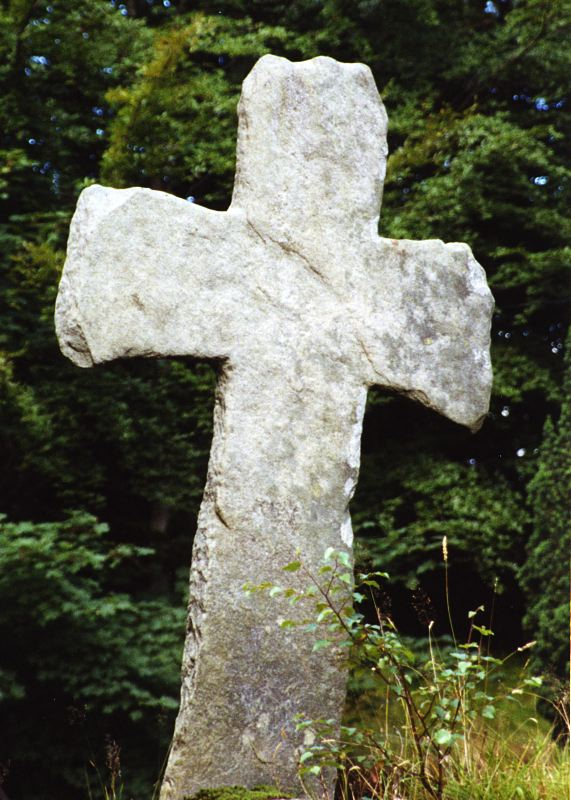
Cruz de Tjora.